# Сахалин (баскетбольный клуб)
«Сахалин» — российский баскетбольный клуб из Южно-Сахалинска.

## История
Впервые в истории сахалинского баскетбола, в 2015 году, на острове была создана профессиональная команда. С инициативой создания баскетбольной команды на базе профессионального спортивного клуба «Сахалин» выступил глава Сахалинской области Олег Кожемяко. Его предложение поддержали в Российской Федерации Баскетбола и допустили команду к участию в Суперлиге-1 дивизион, минуя низшие лиги. Олег Кожемяко считает, что создание первой профессиональной команды даст огромный толчок развитию баскетбола во всей Сахалинской области, а также откроет новые перспективы для подрастающего поколения. До этого, на протяжении сорока лет, единственным клубом, который представлял Дальний Восток в чемпионате и Кубке России был «Спартак-Приморье».
В июне 2016 года «Сахалин» подал заявку на участие в Единой лиге ВТБ 2016/2017. 16 июля 2016 года, на Совете Лиги, заявка ПСК "Сахалин" была не удовлетворена по причине не соответствия регламенту аэропорта Южно-Сахалинска, который до 30 ноября 2016 года не работает два раза в неделю из-за ремонта.

## Результаты выступлений
| Сезон     | Суперлига-1 дивизион | Кубок России |
| --------- | -------------------- | ------------ |
| 2015/2016 | Чемпион              | 1/4 финала   |
| 2016/2017 | 9 место              | Финалист     |

## Главные тренеры
- 2015—2016 —  Эдуард Сандлер[2]
- 2016—2017 —  Эдуард Рауд
- 2017 —  Сергей Гришаев[3]

## Капитаны команды
- 2015—2016 —  Пётр Самойленко
- 2016—2017 —  Алексей Голяхов[4]

## Достижения
Суперлига-1 дивизион
- Чемпион: 2015/2016

Кубок России
- Финалист: 2016/2017

## Экипировка
| Период    | Производитель |
| 2015—2017 | Спорттек      |

## Арена
Домашние матчи баскетбольная команда ПСК «Сахалин» проводит во дворце спорта «Кристалл», который спроектирован и построен как многофункциональная арена. Ледовая площадка легко трансформируется под укладку баскетбольного паркета.